# Fizjoterapia
Fizjoterapia (ang. physical therapy, physiotherapy, PT) – usługi świadczone przez fizjoterapeutów osobom i populacjom w celu rozwijania, utrzymywania i przywracania ich maksymalnej sprawności oraz poprawy funkcjonowania przez całe życie. Usługi te są świadczone w sytuacjach, w których ruch i funkcja są zagrożone przez proces starzenia się, urazy, ból, choroby, zaburzenia, warunki lub czynniki środowiskowe, i przy zrozumieniu, że funkcjonalny ruch ma zasadnicze znaczenie dla zdrowia.
Fizjoterapia obejmuje interakcje między fizjoterapeutą, pacjentami/klientami, innymi pracownikami ochrony zdrowia, rodzinami, opiekunami i społecznościami w procesie, w którym potencjał ruchowy jest badany/oceniany, a cele są ustalane przy użyciu wiedzy i umiejętności unikatowych dla fizjoterapeutów.

## Organizacje zrzeszające fizjoterapeutów w Polsce i na świecie
Organizacją zrzeszającą fizjoterapeutów z całego świata jest Światowa Konfederacja Fizjoterapii (World Confederation for Physical Therapy, WCPT). Reprezentuje ona ponad 450 tys. fizjoterapeutów na całym świecie za pośrednictwem 109 organizacji członkowskich. WCPT prowadzi działalność non-profit i jest zarejestrowana jako organizacja charytatywna w Wielkiej Brytanii.
W Polsce każdy fizjoterapeuta musi przynależeć do samorządu zawodowego fizjoterapeutów, którego jednostką organizacyjną jest Krajowa Izba Fizjoterapeutów (KIF). Organizacja ta reprezentuje osoby wykonujące zawód fizjoterapeuty oraz sprawuje pieczę nad należytym wykonywaniem tego zawodu w granicach interesu publicznego i dla jego ochrony.

## Kim jest fizjoterapeuta
W Polsce fizjoterapeuta jest samodzielnym zawodem medycznym.
Prawa i obowiązki fizjoterapeuty są regulowane zapisami Ustawy z dnia 25 września 2015 r. o zawodzie fizjoterapeuty.
Polega on na udzielaniu świadczeń zdrowotnych, w szczególności na:
1. diagnostyce funkcjonalnej pacjenta;
2. kwalifikowaniu, planowaniu i prowadzeniu fizykoterapii;
3. kwalifikowaniu, planowaniu i prowadzeniu kinezyterapii;
4. kwalifikowaniu, planowaniu i prowadzeniu masażu;
5. zlecaniu wyrobów medycznych zgodnie z przepisami wydanymi na podstawie art. 38 ust. 4 ustawy z 12 maja 2011 r. o refundacji leków, środków spożywczych specjalnego przeznaczenia żywieniowego oraz wyrobów medycznych (Dz.U. z 2025 r. poz. 907);
6. dobieraniu wyrobów medycznych do potrzeb pacjenta;
7. nauczaniu pacjentów posługiwania się wyrobami medycznymi;
8. prowadzeniu działalności fizjoprofilaktycznej, polegającej na popularyzowaniu zachowań prozdrowotnych oraz kształtowaniu i podtrzymywaniu sprawności i wydolności osób w różnym wieku w celu zapobiegania niepełnosprawności;
9. wydawaniu opinii i orzeczeń odnośnie do stanu funkcjonalnego osób poddawanych fizjoterapii oraz przebiegu tego procesu;
10. nauczaniu pacjentów mechanizmów kompensacyjnych i adaptacji do zmienionego potencjału funkcji ciała i aktywności.

Za wykonywanie zawodu fizjoterapeuty uważa się również:
1. nauczanie zawodu fizjoterapeuty oraz wykonywanie pracy na rzecz doskonalenia zawodowego fizjoterapeutów;
2. prowadzenie prac naukowo-badawczych w zakresie fizjoterapii;
3. kierowanie pracą zawodową osób wykonujących zawód fizjoterapeuty;
4. zatrudnienie na stanowiskach administracyjnych, na których wykonuje się czynności związane z przygotowywaniem i organizowaniem świadczeń opieki zdrowotnej lub nadzorem nad ich udzielaniem;
5. wykonywanie czynności zawodowych określonych w ust. 2 niebędących świadczeniami zdrowotnymi w rozumieniu art. 2 ust. 1 pkt 10 ustawy z 15 kwietnia 2011 r. o działalności leczniczej (Dz.U. z 2023 r. poz. 991) w podmiocie, który nie jest podmiotem wykonującym działalność leczniczą.

## Tytuły zawodowe fizjoterapeutów
Prawo posługiwania się tytułem zawodowym fizjoterapeuta przysługuje osobie posiadającej prawo wykonywania zawodu fizjoterapeuty.
Tytuły zawodowe fizjoterapeutów to:
- technik fizjoterapii,
- licencjat fizjoterapii,
- magister fizjoterapii.